# Waasmunster
Waasmunster là một đô thị located trong tỉnh Oost-Vlaanderen, ở Bỉ. Đô thị này chỉ bao gồm thị xã Waasmunster proper. Tại thời điểm ngày 1 tháng 1 năm  2011 Waasmunster có tổng dân số 10.499 người. Tổng diện tích là 31,93 km² với mật độ dân số là 329 người trên mỗi km².